# Pepín (revista)
Pepín fue el nombre de una popular revista mexicana de historietas que se publicó por Editorial Juventud desde marzo de 1936 hasta 1954, año en que desapareció. Originalmente un semanario, su desmesurado éxito la convirtió en poco tiempo en un diario. Pepín es una de las revistas que mayor influencia social ha tenido en México, y su nombre fue el genérico para todas las revistas de historietas durante tres décadas. En ella se consagraron historietistas muy famosos de la llamada "época de oro de la historieta mexicana". 

## Trayectoria editorial
La revista Pepín nació en 1936, después de que Editorial Sayrols había triunfado con Paquín y Editorial Juventud había incursionado a la competencia con Paquito, demostrando que el mercado de la historieta en México era una fuente de cuantiosos ingresos. Pepín fue la segunda revista de historietas de Editorial Juventud, y la que mayor beneficio económico le produciría.
Pepín debía su nombre a José García Valseca, el propietario de Editorial Juventud, de manera análoga al hecho de que Paquín había sido bautizada en honor a Francisco Sayrols. Originalmente fue un semanario, y su imagen era Smitty, de Walter Berndt, que tomaría el nombre de Paquín, el chico más famoso del mundo. Contenía en un principio varias historietas estadounidenses proporcionadas por King Features Syndicate y Editors Press, pero a finales de los años treinta su material era exclusivamente mexicano.
Las historietas mexicanas, desde los años treinta, cobraron gran popularidad en el país y varios personajes se convirtieron en héroes de millones de lectores. Ante la creciente demanda, Pepín modificó su periodicidad hasta convertirse en diario. Hubo Pepín Lunes, Pepín Martes, y una publicación para cada día de la semana. La revista incluía varias series en un mismo número, que continuaban hasta la semana siguiente. Sin embargo, algunas series de historietas adquirieron gran expectación y tuvieron que ser publicadas diariamente, en capítulos de seis a doce páginas que continuaban al día siguiente, lo que exigía un ritmo de trabajo vertiginoso de los historietistas y una constancia del lector. La llegada de nuevas series mexicanas hizo insuficiente la revista, y se lanzó al mercado una nueva publicación hermana, Pepín Chico, de menor tamaño.
Desde entonces y durante toda la existencia de Pepín, las revistas de historietas comenzaron a ser llamadas genéricamente como pepines, aunque se tratara de publicaciones de la competencia. Con el tiempo, Pepín desplazó a Paquín, y entablaría una lucha feroz con Chamaco, de Editorial Herrerías, su principal competidor.
Lejos de disminuir sus tirajes durante la crisis económica de los años treinta, Pepín se mantuvo con un número elevado de ejemplares a bajo costo, lo que le permitió permanecer con fuerza en el mercado: 300.000 ejemplares diarios, incluyendo los domingos. La prosperidad en las ventas de Pepín, Pepín Chico y Paquito logró que García Valseca se convirtiera en un gigante de los medios impresos, creara Editorial Panamericana y adquiriera decenas de diarios en todo México, entre los más importantes figuraban El Sol de México.
Con la adquisición de importantes diarios, los intereses de la casa editora se desplazaron hacia la prensa de noticias, y Pepín desapareció en 1954.

## Contenido
| Duración | Números | Título                   | Autoría      | Procedencia |
| -------- | ------- | ------------------------ | ------------ | ----------- |
|          |         |                          |              |             |
|          |         |                          |              |             |
|          |         | Adelita y las guerrillas | José G. Cruz | Paquito     |
|          |         |                          |              |             |
|          |         |                          |              |             |